# Efisio Cugia
Efisio Cugia di Sant'Orsola, född 1818 i Cagliari, död 12 februari 1872, var en italiensk militär.
Cugia deltog som kapten i 1848 års krig och som överstelöjtnant vid generalstaben i 1859 års krig, i det sistnämnda som generalstabschef vid Enrico Cialdinis division, utnämndes 1860 till brigadgeneral och tjänstgjorde 1861 som understatssekreterare i krigsministeriet.
Åren 1863–64 var Cugia marinminister i kabinettet Marco Minghetti, blev 1864 generallöjtnant, förde i 1866 års krig befälet över 8:e divisionen och utmärkte sig i slaget vid Custoza. Han var sedan krigsminister i Bettino Ricasolis kabinett under tiden augusti 1866 till mars 1867 och därefter till sin död adjutant hos kronprinsen Umberto, vars förtroliga vänskap han vunnit.